# Avtovac
Avtovac (con el alfabeto cirílico serbio se deletrea Автовац) es un pequeño pueblo situado en la municipalidad de Gacko, República Srpska, Bosnia y Herzegovina.